# Вернер Заусмікат
Вернер Заусмікат (нім. Werner Sausmikat; 7 жовтня 1917, Гюнтен — 8 квітня 1945, Атлантичний океан) — німецький офіцер-підводник, капітан-лейтенант крігсмаріне.

## Біографія
9 жовтня 1937 року вступив на флот. В грудні 1939 року відряджений в авіацію. В лютому 1943 року переданий в розпорядження верховного командування ВМС «Схід» і пройшов курс підводника. З серпня 1942 року — вахтовий офіцер на підводному човні U-371. З 28 лютого по 30 червня 1944 року — командир U-56, з 3 липня по 8 жовтня 1944 року — U-1103, з 9 жовтня 1944 року — U-774. 14 березня 1945 року вийшов у свій перший і останній похід. 8 квітня 1945 року U-774 був потоплений в Північній Атлантиці південно-західніше Ірландії (49°58′ пн. ш. 11°51′ зх. д.) глибинними бомбами британських фрегатів «Калдер» і «Бентінк». Всі 44 члени екіпажу загинули.

## Звання
- Кандидат в офіцери (9 жовтня 1937)
- Морський кадет (28 червня 1938)
- Фенріх-цур-зее (1 квітня 1939)
- Оберфенріх-цур-зее (1 березня 1940)
- Лейтенант-цур-зее (1 травня 1940)
- Оберлейтенант-цур-зее (1 квітня 1942)
- Капітан-лейтенант (1 січня 1945)